# 천민얼
천민얼(진민이, 중국어 간체자: 陈敏尔, 정체자: 陳敏爾, 1960년 9월 ~ )은 중화인민공화국의 정치인이다. 현재 충칭시 당서기이다.

## 생애
1981년 사오싱사범대학 중문과를 졸업하였고, 1998년 중국공산당 중앙당교에서 법학석사를 취득하였다. 1999년 저장일보 당서기, 2001년 저장성 선전부장, 2007년 저장성 부성장, 2012년 구이저우성 성장, 2015년 구이저우성 당서기, 2017년 충칭시 당서기이다.

## 학력
- 1977년~1981년:사오싱사범대학 중문과 (학사)
- 1987년~1989년:중국공산당 중앙당교 법학과 (석사)

| 전임 자오커즈 | 구이저우성 성장 2012년 12월 ~ 2015년 10월 | 후임 쑨즈강 |

| 전임 자오커즈 | 구이저우성 당위원회 서기 2015년 7월 ~ 2017년 7월 | 후임 쑨즈강 |

| 전임 쑨정차이 | 충칭시 당위원회 서기 2017년 7월 ~ 2022년 12월 | 후임 위안자쥔 |

| 전임 리훙중 | 톈진시 당위원회 서기 2022년 12월 ~ 현재 | 후임 현직 |